# Scambicornus tenuicaudis
Scambicornus tenuicaudis är en kräftdjursart som först beskrevs av Georg Ossian Sars 1918.  Scambicornus tenuicaudis ingår i släktet Scambicornus, och familjen Sabelliphilidae. Arten har ej påträffats i Sverige.